# Matambre (corte de carne)
El matambre es un corte de carne vacuna muy popular en algunos países de América del Sur, específicamente de la zona rioplatense (Argentina, Paraguay y Uruguay). Es una pieza delgada y plana que se extrae de entre las costillas del animal, específicamente del cuero del vientre. Se utiliza en la cocina para hacer diversos platos, como asados o enrollados rellenos, y es conocido por ser tierno y sabroso cuando se cocina adecuadamente. 

## Etimología y sinónimos
La palabra «matambre» tiene su origen en el idioma español y proviene de la frase «matar el hambre», haciendo referencia a satisfacer el apetito o el hambre. Se cree que el nombre se originó en la idea de que el matambre es un corte delgado y sabroso que ayuda a saciar el hambre de manera rápida y efectiva.
En cuanto a los sinónimos, en diferentes regiones pueden utilizarse términos diferentes para referirse a cortes de carne similares:
• En Argentina, Paraguay y Uruguay, se conoce como «matambre».
• En otros países de habla hispana, podría llamarse simplemente «falda» o «falda de res».
• En algunos lugares de América Latina, también se le conoce como «panza de res» o «picaña».

## Preparaciones clásicas

### Asado

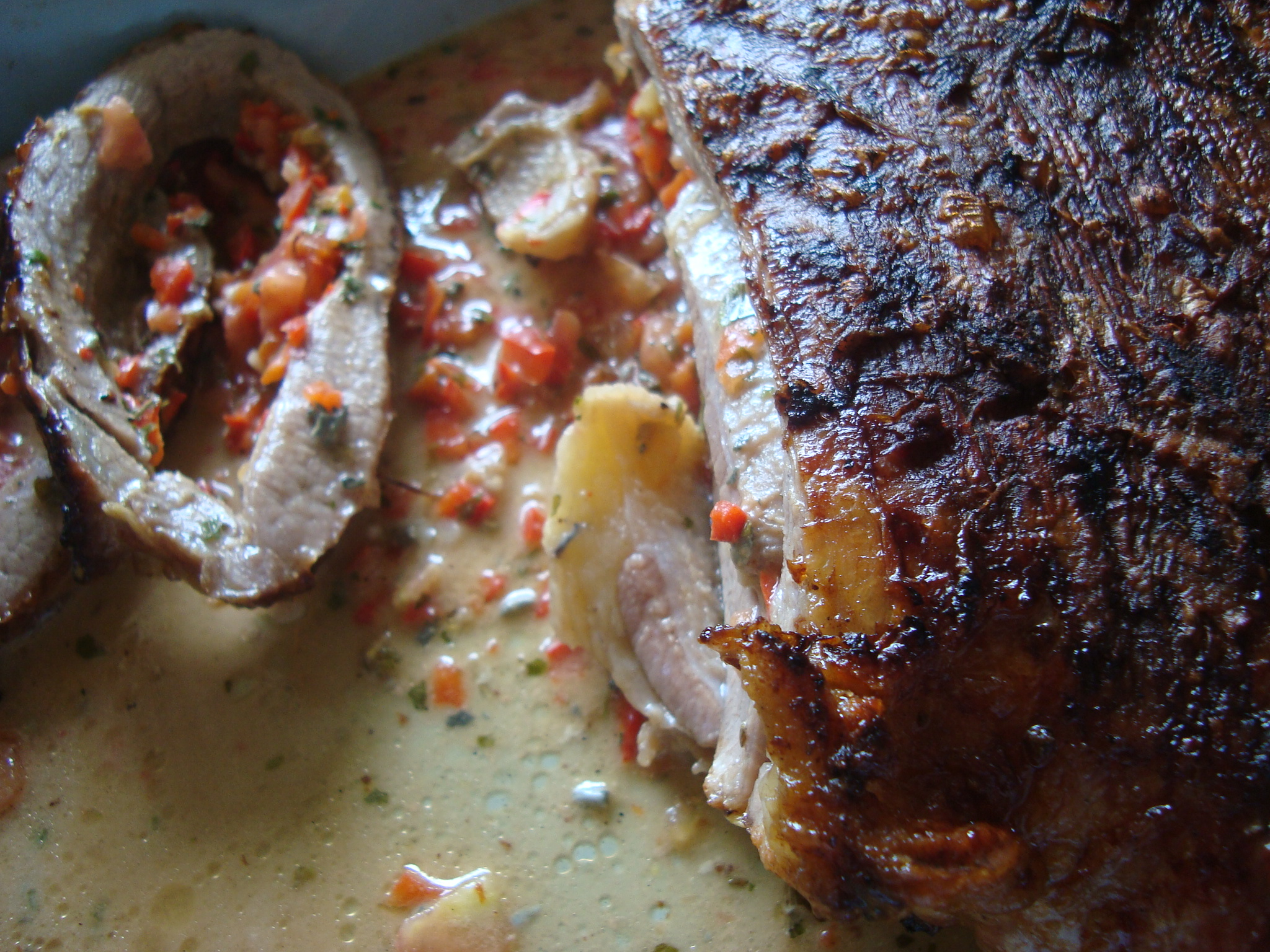
Matambre relleno a la parrilla.

Constituye la manera más tradicional, y arcaica de consumirlo dentro del Río de la Plata. Su consumo se remonta a la vaquería de la época colonial en que los gauchos solían aprovechar solamente las partes blandas de la presa de vaca cimarrona, por el motivo de su fácil acceso. Esto, dados los implementos rudimentarios que se disponía (poco más que un facón) y por otro lado a la abundancia de este ganado, que no hacía mérito de mayor aprovechamiento, por ello lo que no fuera matambre y achuras prácticamente se dejaba pudrir en épocas previas al comercio del tasajo.
La forma tradicional de asar en el campo, siempre fue a la cruz y el corte por excelencia el matambre, hasta que la modernización trajo consigo nuevas herramientas que hicieron posible el aserrado de costillas que a su vez permitieron la invención del corte llamado asado, el cual vino a destituir al matambre hacia un último lugar de preferencia debido a su dureza y baja calidad. 
Sin embargo esta manera tradicional de emplear el matambre sigue presente en algunas zonas de Argentina, como en Chascomús donde se lo conoce como 'matambre adobado'. El matambre adobado se prepara a la parrilla, utilizando adobo y se condimenta con jugo de limón.
Una versión más moderna de dicho adobado quizás sea el matambre a la pizza que se extiende por Argentina y otro tanto en Uruguay, en donde se integran los conceptos de matambre a la parrilla y de pizza. Para preparar este último se coloca una cobertura de tomate, condimentos y queso sobre la parte que no tiene la grasa.

### Matambre relleno
|                                                                             |
| A la argentina: pan, leche, queso rallado, arvejas, zanahorías y huevo duro |

|                                                                       |
| A la uruguaya: jamón, espinaca, zanahoria, queso rallado y huevo duro |

|                                        |
| Matambre relleno industrial en Uruguay |

Como se lo conoce en Uruguay o arrollado más comúnmente en Argentina o simplemente 'matambre', es un plato típico de Argentina y de Uruguay que se consume principalmente en verano y por tanto frío, muy común durante las fiestas. Se trata de una receta para preparar una «carne fría o fiambre» que se puede consumir entre horas. Este preparado se lo consume como entrada o acompañado con una guarnición, pero generalmente se lo come solo. Otra opción es con panes a modo de sándwich. La forma más común de prepararlo es extender la carne y sobre ella colocar perejil picado, pan mojado en leche, arvejas, jamón, espinaca hervida, queso rallado, morrón trozos o tiras de zanahoria, ají morrón molido, huevos duros y condimentar con un poco de aceite y sal. Luego se enrolla y ata fuertemente mediante bridado y se lleva a hervir en una olla grande durante varias horas hasta que esté tierno, al cabo de lo cual se prensa durante toda la noche para eliminar el exceso de agua. En Uruguay suele colocarse encima jamón, espinaca hervida y morrón (relleno pascualina), mientras que en Argentina es común pan mojado en leche y arvejas. En Uruguay, además de prepararse casero, puede comprarse ya pronto e industrializado, en fiambrerías.

### Matambre a la leche

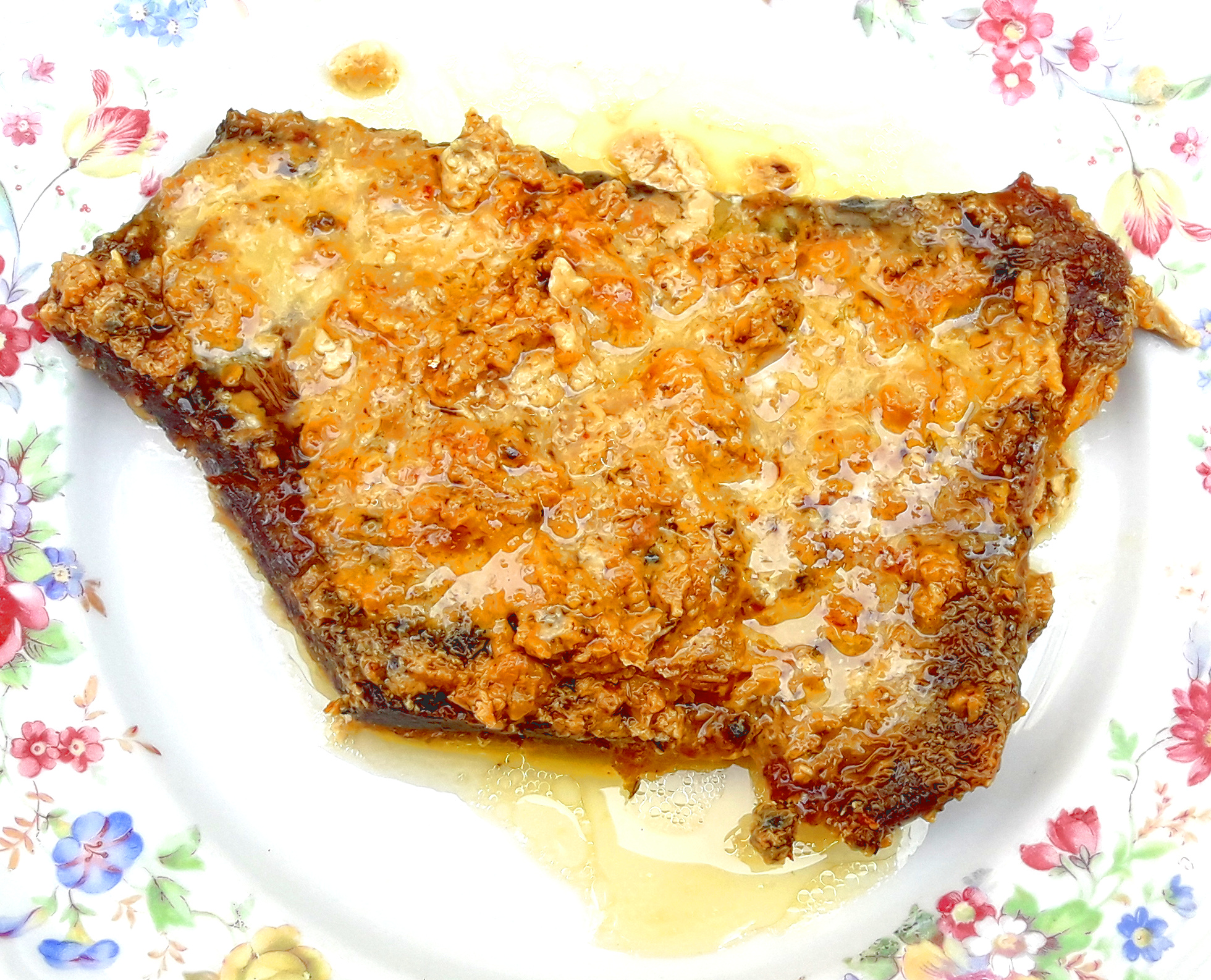
Matambre a la leche

Es otro plato típico de Argentina y de Uruguay, en el que se emplea leche como elemento tiernizador y saborizador de la carne. Para prepararlo se ha de dejar macerando el matambre, previamente adobado en leche durante la noche anterior para luego verter todo en una asadera, agregar queso rallado si se desea con mayor sabor y hornear a fuego bajo, e ir agregando más leche a medida que se evapore durante algunas horas hasta que la carne esté tierna. El resultado es una carne muy tierna acompañada con cuajo de leche como resultado de la evaporación y coagulación de la leche.

### Carne mechada

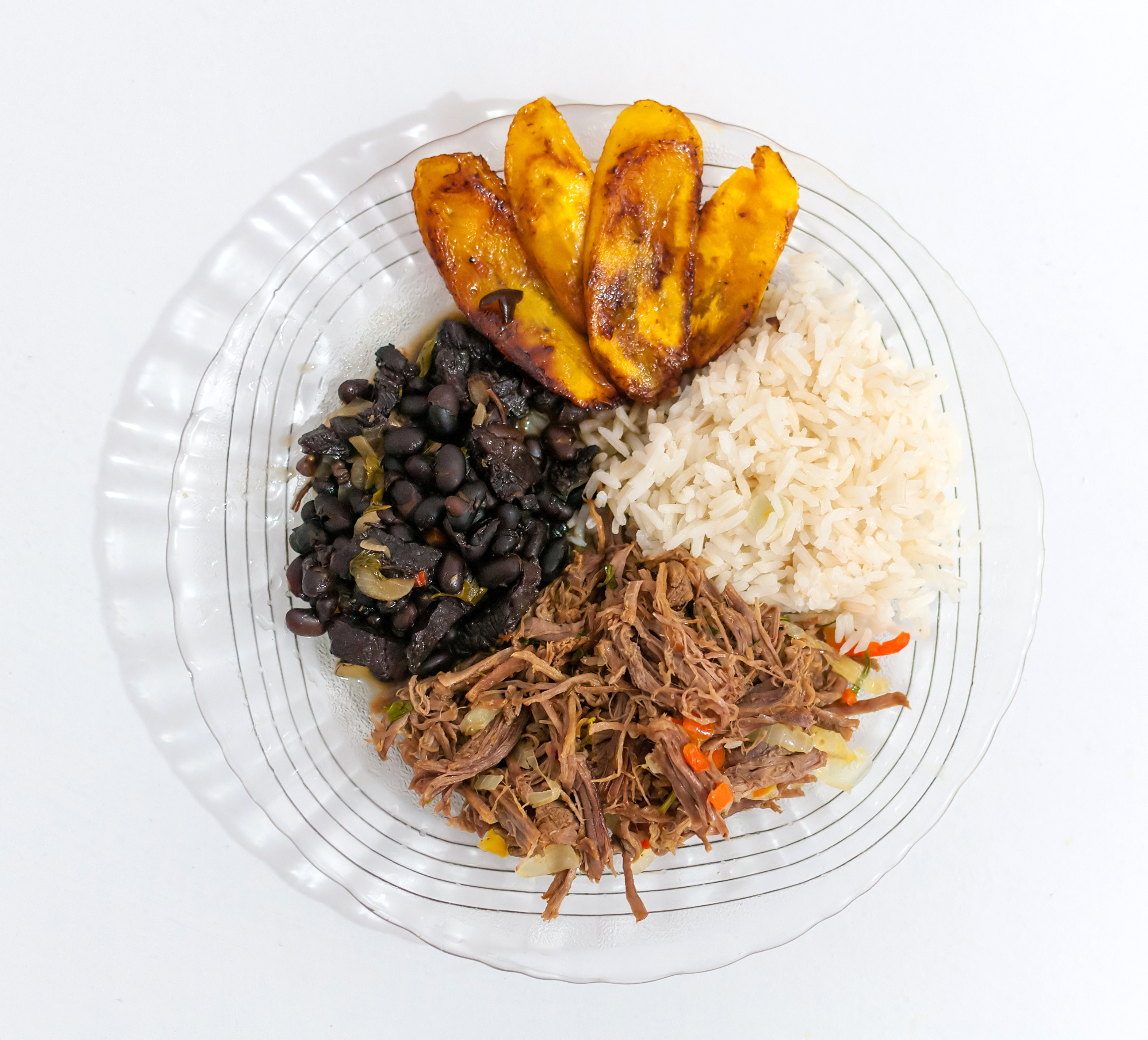
Pabellón criollo con carne mechada

Es un plato típico de Venezuela, que a su vez sirve como base del plato nacional, el pabellón criollo además de usarse para rellenar panes, arepas y empanadas. Para preparar la carne mechada se debe hervir el matambre durante horas en agua y cuando está tierno se desmecha en hebras de carne, que luego se cocinan nuevamente en un sofrito básico de cebolla, tomate, ajíes, y demás hierbas, el cual se sazona al gusto para darle su sabor característico.

### Chicharrón trenzado
Plato típico de la cocina paraguaya y del Noreste de Argentina en que se utiliza el matambre de cerdo. Se prepara cortando el matambre de cerdo en tiras largas que luego se utilizan para formar una trenza de 3 hasta 5 tiras que luego se hierve en una asadera hasta evaporar toda el agua. Llegado este punto se condimenta con naranja agria o naranja apepú, ají molido, sal, limón y ajo y se coloca a dorar a la parrilla. Se suele acompañar con mandioca y ensalada.

### Tacos de suadero
Es una preparación de tacos típica de México. El suadero se pone a marinar con leche, cebolla, ajo, laurel, sal y pimienta, durante cuatro o cinco horas. Después se fríe, para luego ponerse a cocer al vapor, y de esta forma se consigue suavizar el corte, que tiende a ser de consistencia dura. Con esta preparación se rellenan los tacos, que se pueden sazonar con jugo de limón y cualquier variedad de salsa picante o guacamole.

## Formas de cocción

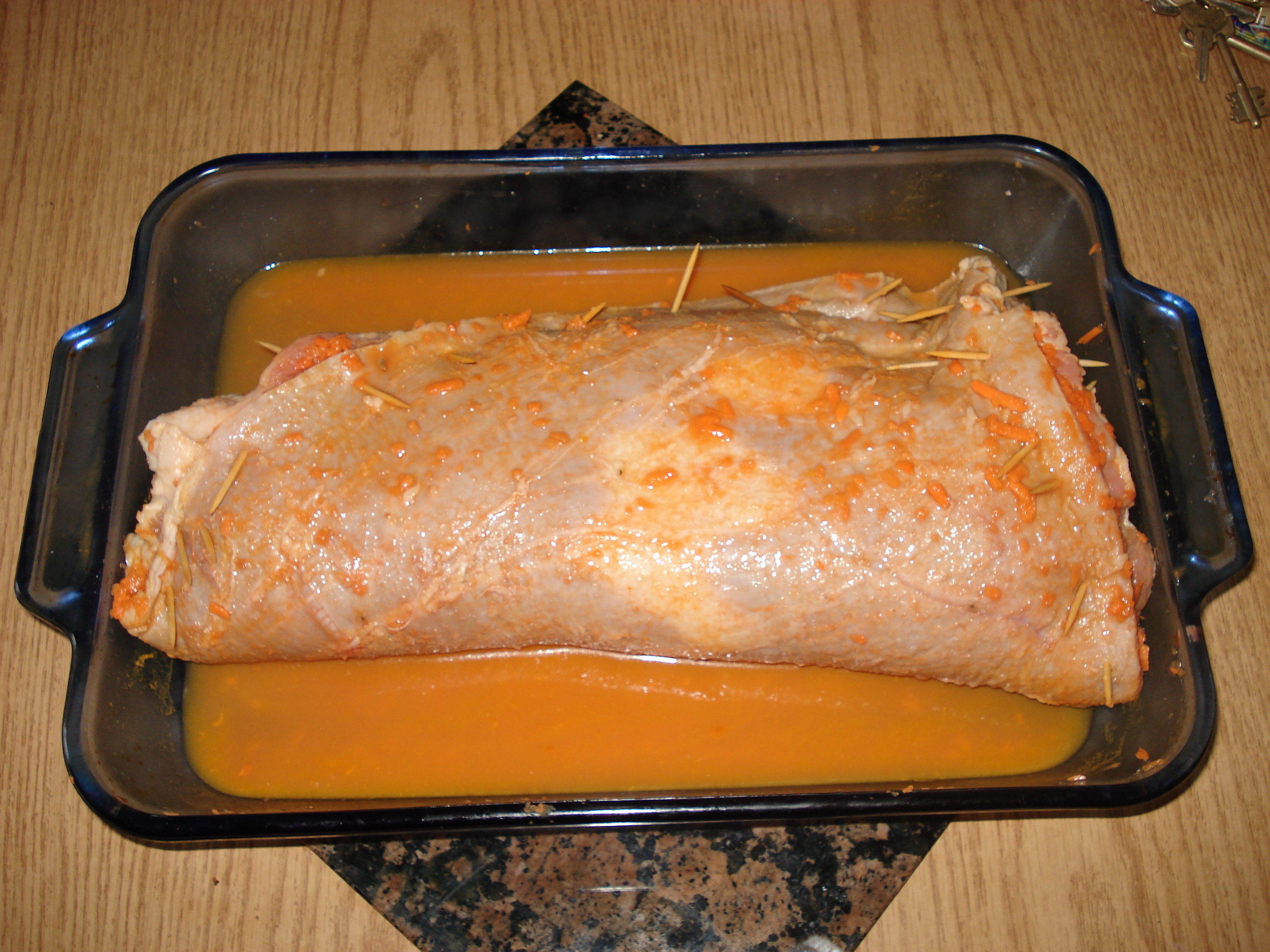
Preparado del matambre relleno, aún sin cocinar.

Puede cocinarse haciéndolo hervir, y en ese caso se enrolla en un paño, aunque también puede ser al horno o asado a la parrilla.
Tener en cuenta que este es un corte de carne de tercera calidad, por lo cual resulta muy duro, a este fin hay que cocinarlo aproximadamente 3 horas mínimo, si se hierve (según el tamaño del matambre), para de esta manera hacer que la carne se tiernice.
Otra manera es doblada al medio, con relleno típicamente de zanahoria rallada, cebolla, morrones, cosida con hilo y aguja, o usando escarbadientes para asegurarse que no se abra.

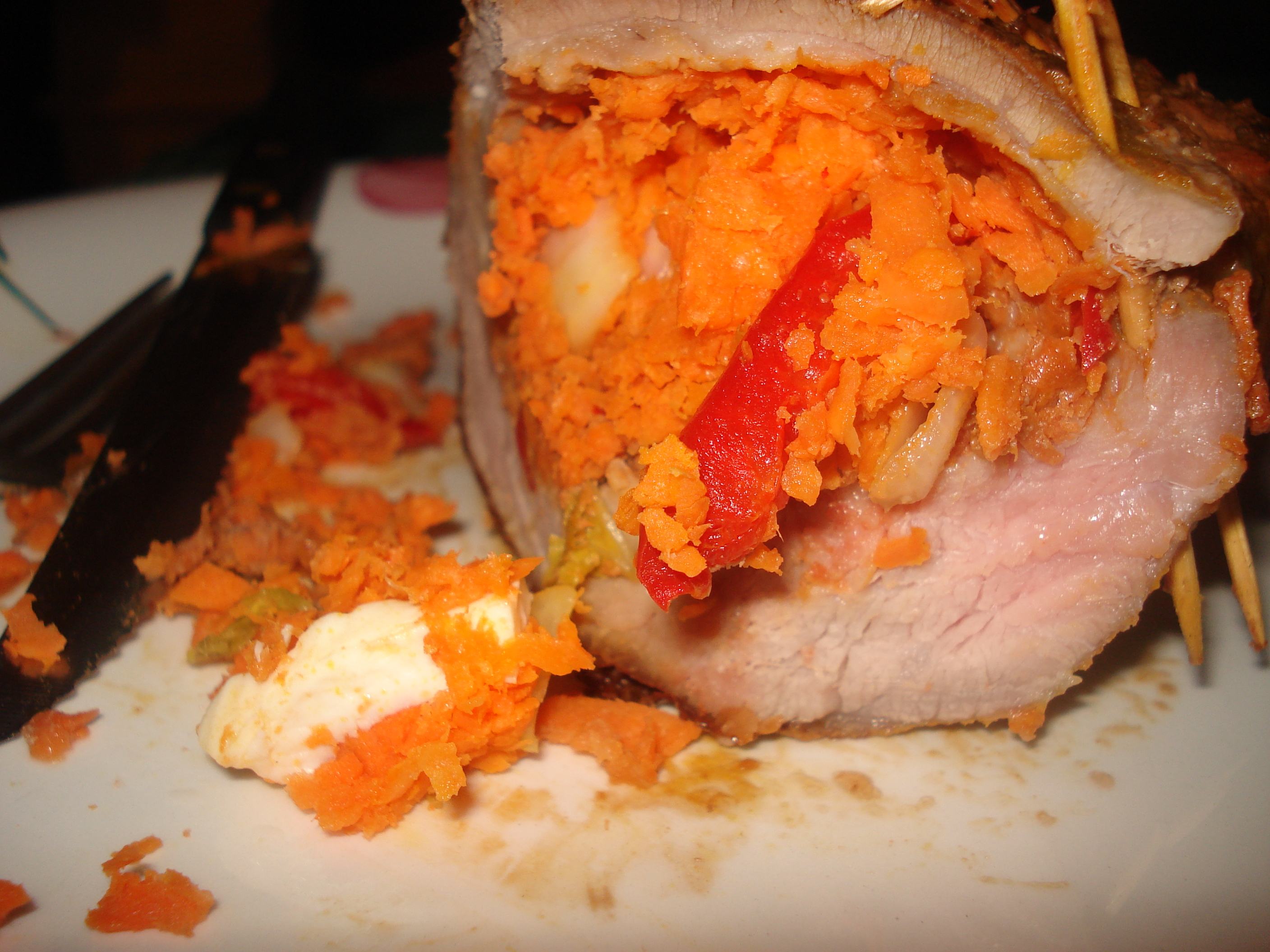
Matambre relleno al medio cocinado a la parrilla.